# Dispositif de ventilation « JET »
Pour les articles homonymes, voir Dispositif.
La jet-ventilation est un appareil destiné à fournir une respiration de secours à un patient au travers d'un très petit orifice, soit une aiguille insérée dans la membrane crico-tiroidienne ou un échangeur de tube. Étant donné les fortes résistances engendrées par ces petits conduits, l'appareil "JET" utilise de hautes pressions pour assurer un débit de gaz adéquat.
En pratique, c'est un appareil relativement simple composé d'une tubulure raccordée à une source de gaz présurisée, d'une valve à ouverture variable actionnée manuellement par une manette et d'un manomètre.
Ce dispositif est principalement utilisé en chirurgie ORL et thoracique, lors de gestes sur la trachée ou la carène.